# Statens gymnasium för vuxna i Härnösand
Statens gymnasium för vuxna var en skola i Härnösand verksam åren 1962–2001. Skolan var åren 1965–2001 förlagd till Volontärvägen i Härnösand.

## Historia
Skolan startade 1962. Skolan kommunaliserades 1966 och fick från 1967 namnet Statens skola för vuxna i Härnösand 1967–2001.
Utbildningen bedrevs av både muntlig undervisning i Härnösand och självstudier i hemorten.
Studentexamen gavs åren 1963–1968.